# Museu Rath
O Museu Rath, situado na Praça Nova em Genebra, Suíça, foi uma oferta testamental do General Jeanne-Françoise e Henriette Rath a Genebra. Inaugurado em 1826, foi o primeiro museu do país a ser aberto ao público.
IInicialmente dedicado a expor, dar a conhecer e conservar as obras de arte da legação de J-F Rath, o museu é actualmente o local das grandes exposições temporárias feitas pelo Museu de Arte e História de Genebra.